# Hoosier Group
Hoosier Group (англ. The Hoosier Group) — группа американских художников-ипрессионистов из штата Индиана, работавших в конце XIX - начале XX века. В группу входили такие художники, как Теодор Клемент Стил, Ричард Грулл, Уильям Форсайт, Джон Оттис Адамс и Отто Старк. Вместе они известны прежде всего своими изображениями пейзажей Индианы.
Была так названа чикагским писателем Гэмлином Гарлендом.

## История

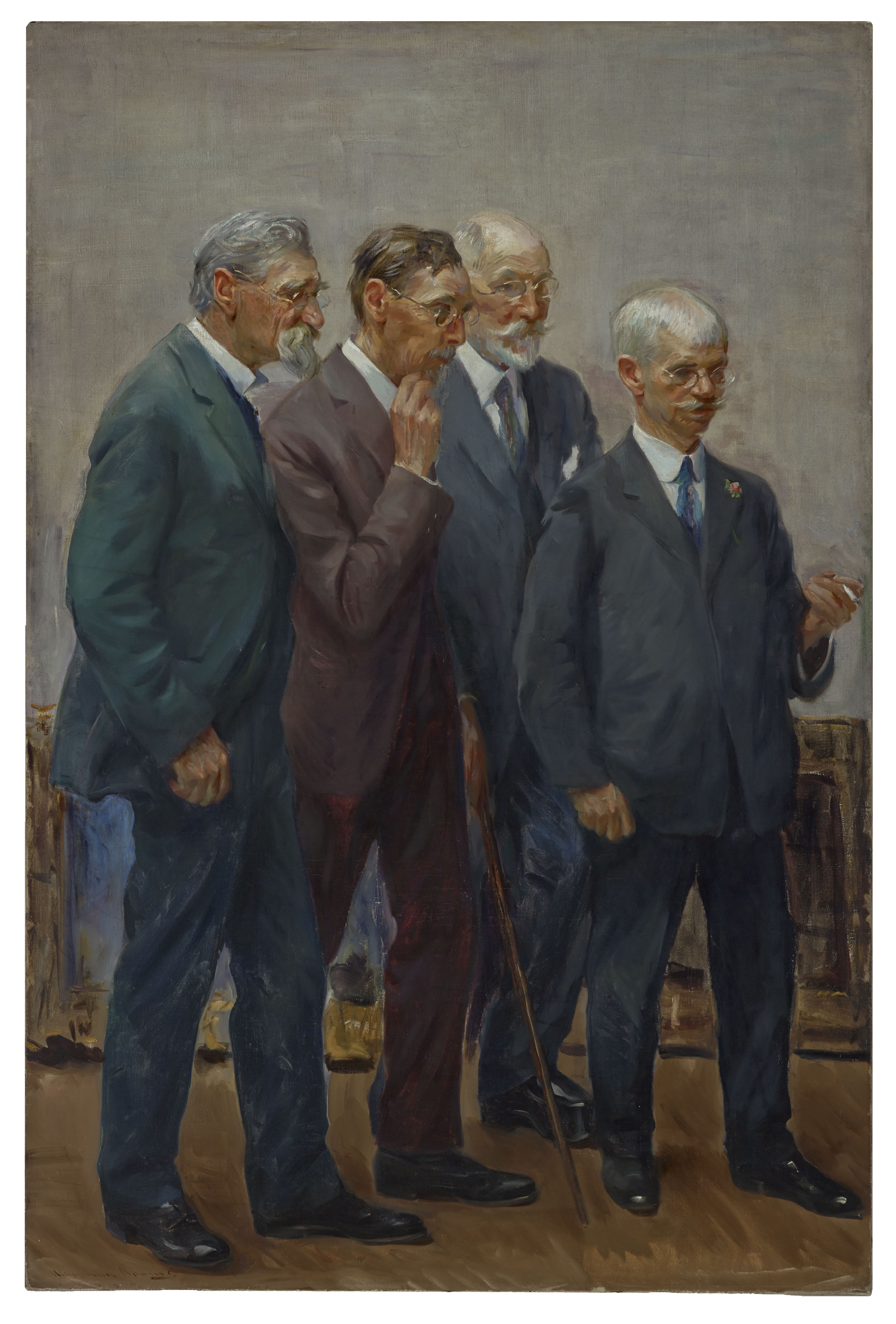
Четверо художников Hoosier Group: слева направо - Стил, Старк, Адамс и Форсайт; работа Уэймана Адамса.

Группа организовалась в США в конце XIX — начале XX веков. В первую очередь она стала известно своими пейзажными работами штата Индиана. Все художники Hoosier Group в конце 1880-х годов обучались в художественных школах в Мюнхене. По возвращении в Индиану, группа доминировала здесь своими работами по 1920-е годы. Форсайт, Стил и Адамс также обучались в разных академиях. Группа регулярно организовывала выставки и сыграла важную роль в создании  художественного общества Society of Western Artists. В состав Hoosier Group входили — Теодор Стил, Ричард Грулл, Уильям Форсайт, Джон Адамс, Carl Graf, Clifton Wheeler и Отто Старк.
Хотя произведения этих художников находятся в частных и государственных коллекциях по всему США, большинство из них находятся в Индиане в следующих местах: Художественный музей Индианаполиса, Музей штата Индиана, частный клуб Columbia Club в Индианаполисе, Художественный музей Индианского университета в Блумингтоне, Художественный музей Ричмонда и многих других.

Некоторые работы Hoosier Group
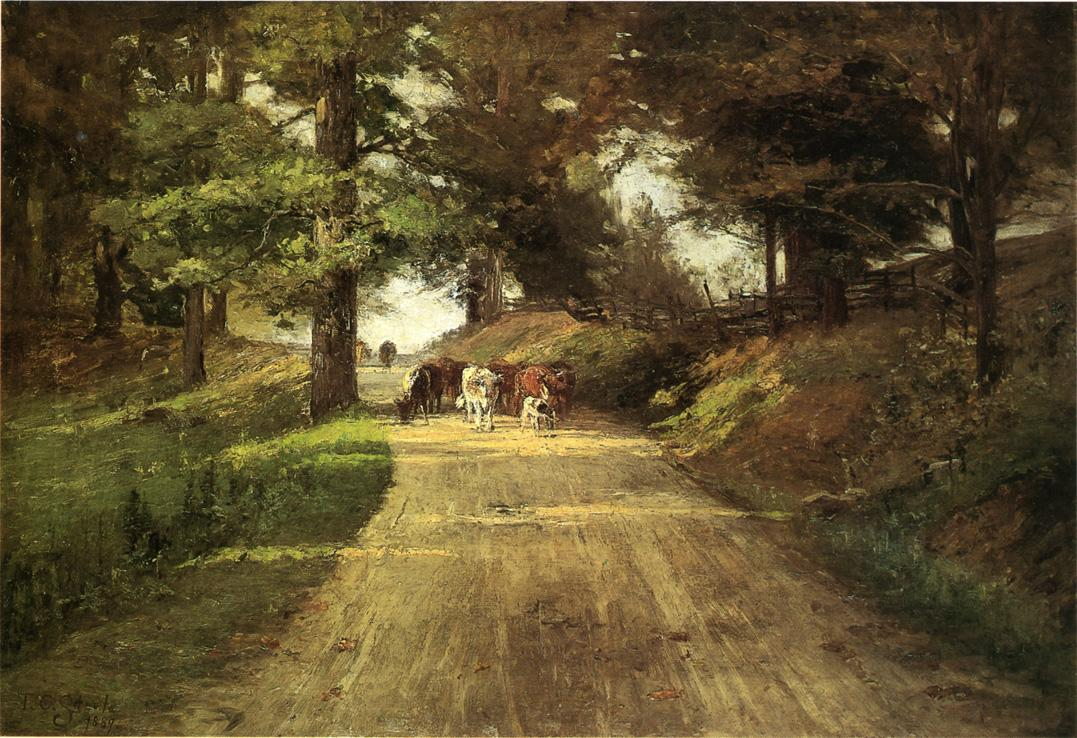
Теодор Стил
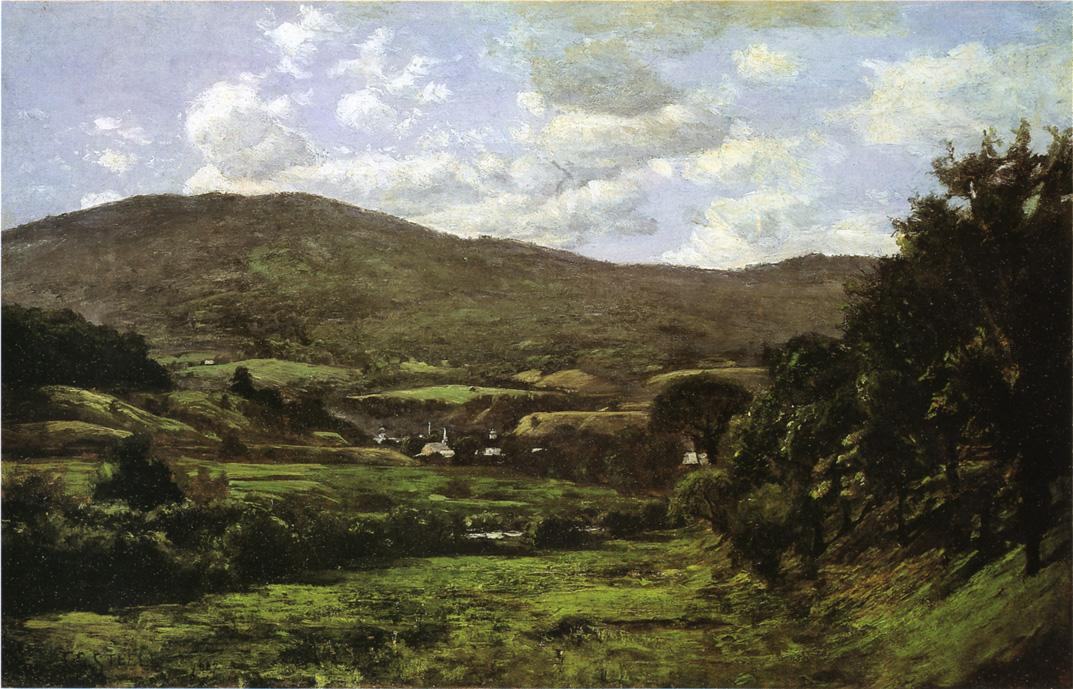
Теодор Стил
Отто Старк
Джон Адамс
Джон Адамс
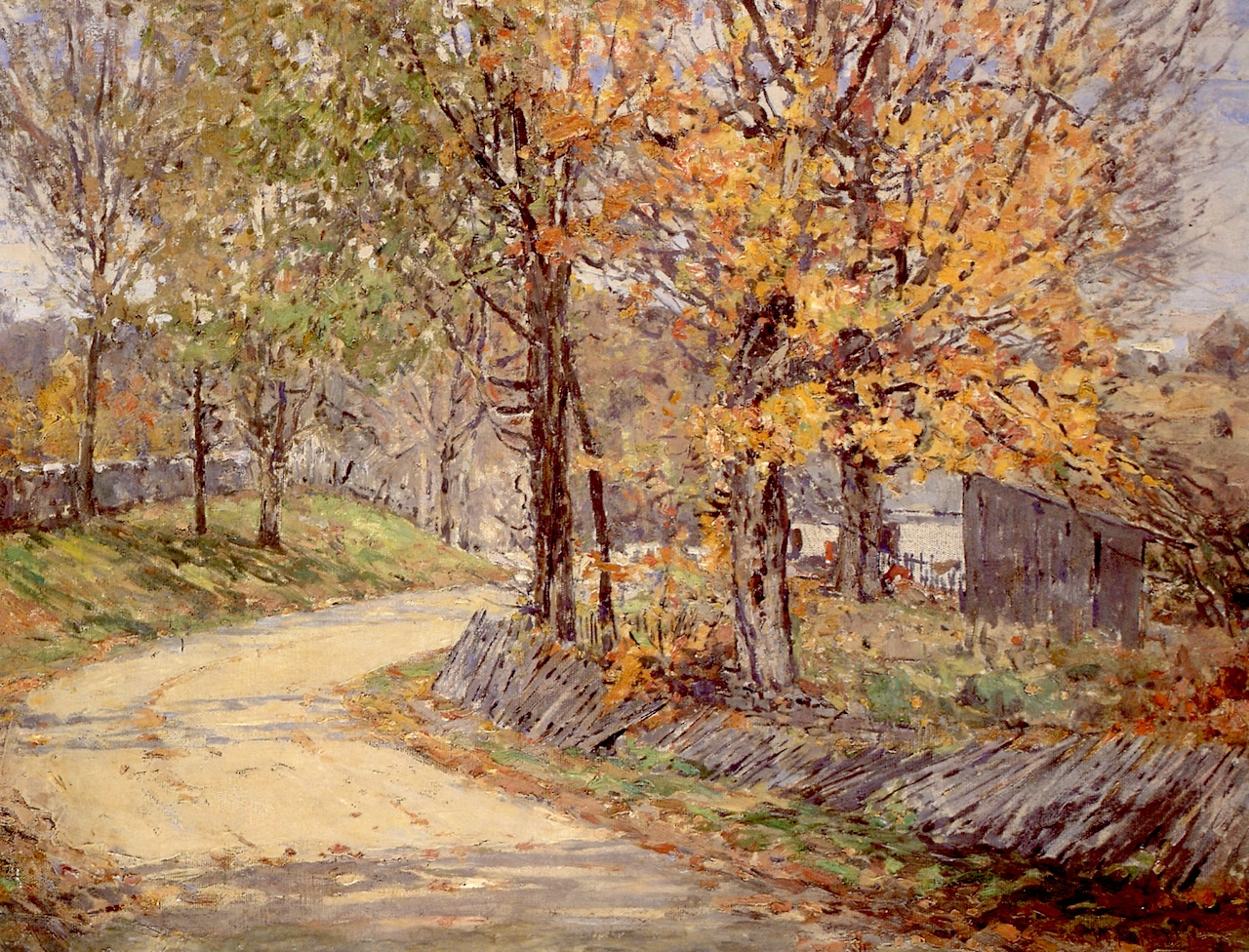
Уильям Форсайт